# Ернст Кристиан Георг Август фон Харденберг
Ернст Кристиан Георг Август фон Харденберг (на немски: Ernst Christian Georg Graf von Hardenberg; * 2 май 1754, Хановер; † 25 декември 1825, Виена) е граф на Харденберг, германски политик и хановерски дипломат.

## Биография
Той е вторият син на Ханс Ернст фон Харденберг (1729 – 1797) и съпругата му Анна Елеонора Катарина фон Вангенхайм (1731 – 1786), вдовица на генерал-майор Йохан Георг фон Илтен (1688 – 1749), дъщеря на дворцовия маршал Август Вилхелм фон Вангенхайм и племенница на генерал Георг Август фон Вангенхайм (1706 – 1780). По-големият му брат е граф Август Вилхелм Карл фон Харденберг (1752 – 1824). Втори братовчед е на пруския държавен канцлер княз Карл Август фон Харденберг (1750 – 1822).
Ернст Кристиан следва в университета в Лайпциг и през 1775 г. става „канцлай-аудитор“ в Хановер. През 1779 г. той е камера и легационен съветник. От 1790 до 1792 г. служи като извънреден пратеник в Дрезден и между 1793 и 1805 г. във Виена. През 1806 г. става таен съветник и от 1814 г. кабинет-министър.
При Виенския конгрес Харденберг, заедно с Ернст Фридрих Херберт цу Мюнстер (1766 – 1839), е вторият пратеник на Курфюрство Брауншвайг-Люнебург, от 12 октомври 1814 г. Кралство Хановер. Те успяват да получат териториално увеличение. След Виенския конгрес Харденберг остава посланик във Виена до смъртта си на 25 декември 1825 г.